# Majda Ankele
Majda Ankele (ur. 6 października 1940 w Kranju) – jugosłowiańska narciarka alpejska, dwukrotna uczestniczka igrzysk olimpijskich.

## Kariera
Dwukrotnie wzięła udział w zimowych igrzyskach olimpijskich. W 1964 roku podczas igrzysk w Innsbrucku wzięła udział w trzech konkurencjach – w zjeździe zajęła 33. miejsce, w slalomie gigancie była 25., a w slalomie uplasowała się na 23. pozycji. Cztery lata później na igrzyskach w Grenoble zajęła 36. miejsce w zjeździe, 29. miejsce w slalomie gigancie i 12. w slalomie.